# Vroncourt-la-Côte
Vroncourt-la-Côte là một xã thuộc tỉnh Haute-Marne trong vùng Grand Est đông bắc nước Pháp. Xã này nằm ở khu vực có độ cao trung bình 380 mét trên mực nước biển.